# Thomaz de Mello
Thomaz de Mello - de pseudónimo Tom (Rio de Janeiro, 11 de janeiro de 1906 - Lisboa, 7 de janeiro de 1990) foi um caricaturista e artista gráfico luso-brasileiro.

## Biografia

Sem título, 1954, guache sobre papel, 100 x 69 cm

Filho de N Veiga e de D. Maria Justina Micaela Tomásia José de Jesus de Melo, Neto materno de D. Tomás José Fletcher de Melo Homem e de D. Maria de Jesus de Bragança e Bourbon.(Filha de D.Miguel,rei de Portugal).
Vem para Portugal em 1926 com a companhia de teatro de Leopoldo Fróis. Durante a sua vida explora muitos meios plásticos desde a pintura ao desenho, passando pela banda desenhada, a caricatura, a tapeçaria, o design gráfico, o design de interiores, o design industrial, a cerâmica e outros. Pertence à segunda geração de pintores modernistas portugueses.
Entre 1935 e 1951 participou em todas as Exposições de Arte Moderna do S.P.N./S.N.I.recebendo o Prémio Francisco de Holanda em 1945. Dirigiu, com António Pedro, a Galeria UP, ao Chiado (a primeira galeria comercial de arte de Lisboa, inaugurada em Março de 1933 e ativa até 1936) . A partir de 1937 integrou, juntamente com Carlos Botelho, Bernardo Marques, Fred Kradolfer e José Rocha, a equipa de decoradores do S.P.N. encarregues da realização dos pavilhões de Portugal nas Exposições Internacionais de Paris, 1937, Nova Iorque e S. Francisco, 1939. Em 1937 obteve o Grande Prémio de Decoração e de Artesanato, na Exposição de Artes e Técnicas de Paris.
Colabora com a Companhia Portuguesa de Bailado Verde Gaio (cenários e figurinos para o bailado Passatempo, Teatro Nacional de D. Maria II, 1941; etc.).
Em 1948 integra a equipa de artistas decoradores do Museu de Arte Popular, realizando murais no vestíbulo e nas salas de Entre-Douro-e-Minho e Algarve.
Entre as publicações para as quais trabalhou contam-se a Voz, o Diário da Manhã, a revista  Panorama   (1941-1949) e a Ilustração (revista).
Em 1973 o SNI organizou, no Palácio Foz em Lisboa, uma exposição retrospetiva da sua obra multifacetada de caricaturista, desenhador, pintor, gráfico, decorador e designer 